# Mariya Sujopalova
Mariya Sujopalova (en ucraniano: Марія Сухопалова; 16 de julio de 2004) es una deportista ucraniana que compite en ciclismo de montaña en la disciplina de campo a través. Ganó una medalla de oro en el Campeonato Mundial de Ciclismo por Eliminación de 2025.

## Medallero internacional
| Campeonato Mundial | Campeonato Mundial | Campeonato Mundial | Campeonato Mundial |
| Año                | Lugar              | Medalla            | Competición        |
| ------------------ | ------------------ | ------------------ | ------------------ |
| 2025               | Sakarya (Turquía)  | Medalla de oro     | Eliminación        |